# Hodowla bakterii

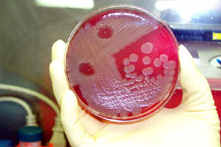
Hodowla Bacillus anthracis

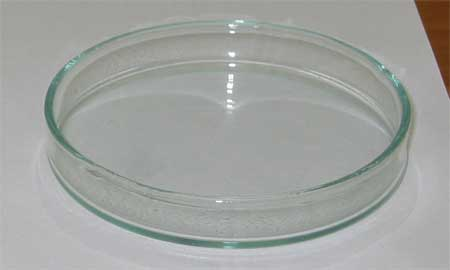
Szalka Petriego

Hodowla bakterii – rodzaj hodowli komórkowej, polegający na utrzymywaniu kultur wybranych bakterii.

## Metody hodowli
W zależności od potrzeb wytworzono różne przyrządy służące do hodowania bakterii oraz opracowano wiele metod ich przetrzymywania. Umożliwiają one prowadzenie krótkich lub wieloletnich badań nad wybranymi mikrobami. Rozróżniamy następujące rodzaje hodowli:

### Hodowle stacjonarne
Są to hodowle, które umożliwiają bakteriom wzrost do momentu wyczerpania składników odżywczych, lub zatrucia się produktami własnego metabolizmu (metabolitami). Najprostszą tego typu hodowlą jest utrzymywanie drobnoustrojów na szalkach Petriego.

### Hodowle ciągłe
Hodowle ciągłe stosuje się w przemyśle biotechnologicznym. W przeciwieństwie do hodowli stacjonarnych umożliwiają one ciągły wzrost bakterii w fazie logarytmicznego wzrostu. Uzyskuje się je zapewniając stały dopływ jałowej (czystej) pożywki do miejsca hodowli drobnoustrojów oraz odpływ nadmiaru podłoża, który zawiera produkty metabolitu, wraz z nadmiarem hodowli.

### Hodowle zsynchronizowane
Są to hodowle, których używa się do niektórych badań bakteriologicznych. Ich cechą charakterystyczną jest podobny czas dzielenia się drobnoustrojów. Z powodu zbyt dużej komplikacji dla badaczy nie da się jednak doprowadzić do stanu, w którym mikroorganizmy dzielą się jednocześnie. Można jedynie przybliżyć czas ich podziału i moment, w którym następuje. Synchronizacje hodowli można osiągnąć poprzez selekcję osobników znajdujących się w tym samym stadium rozwojowym (np. poprzez wirowanie), lub hamując rozwój osobników poprzez chwilowe usunięcie czynnika niezbędnego do wzrostu bakterii (zaciemnienie bakterii fotosyntezujących, zmiany temperatury itp.).

## Podłoża mikrobiologiczne
Dobór podłoża zależy od celu osoby badającej bakterie oraz od jej właściwości. Pożywki naturalne, to takie, które przygotowuje się np. z jabłek, ziemniaków i mleka. Są to produkty, które nie poddano żadnym modyfikacjom, lub zmieniono ich skład w nieznacznym stopniu. Oprócz tego istnieją podłoża półsyntetyczne i syntetyczne (sztuczne), stanowiące mieszaninę wybranych związków chemicznych. Oprócz tego podłoża dzieli się na stałe (zawierają agar lub żelatynę) oraz płynne.

## Hodowla bakterii w domu
Uwaga! Ten artykuł od 2018-06 opisuje nieaktualny stan prawny. Jeśli możesz, popraw treść na podstawie najświeższych informacji.
Dokładniejsze informacje o tym, co należy poprawić, być może znajdują się w dyskusji tego artykułu.
 Po wyeliminowaniu niedoskonałości należy usunąć szablon {{Dopracować}} z tego artykułu.
Hodowla bakterii innych niż Lactobacillus i Bidobacterium poza laboratorium jest zakazana. Osoby, które nie zastosują się do tego zakazu mogą odpowiadać przed sądem zgodnie z kodeksem cywilnym. Jednakże składniki niezbędne do wykonania odpowiednich pożywek można legalnie nabyć w wielu sklepach chemicznych. Stwarza to realne zagrożenie bioterrorystyczne. 
Mimo to niektórzy ludzie hodują bakterie w domu. Jako powód zakładania takich hodowli podają chęć zdobycia wiedzy. Zachowanie sterylności podczas nielegalnych hodowli jest osiągalne, jednak sprawia znaczne trudności. Przepisy na wiele pożywek znajdują się np. w Internecie. Przy tego typu zabiegach niezbędne jest jednak pewnej wiedzy z zakresu bakteriologii. Poza tym nie należy hodować bakterii patogennych, jedynie niektóre mikroorganizmy, które nie stanowią zagrożenia dla zdrowia ludzkiego (np. Lactobacillus).